# 帝乃三姉妹は案外、チョロい。
『帝乃三姉妹は案外、チョロい。』（みかどのさんしまいはあんがい、チョロい。）は、ひらかわあやによる日本の漫画作品。『週刊少年サンデー』（小学館）にて、2022年4・5合併号から連載中。2025年7月時点で、累計部数は150万部を突破している。
メディアミックスとして、テレビアニメが2025年7月より放送中。

## あらすじ
文武芸の天才だった大女優・綾世昴の息子である綾世優は、唯一の家族である母親が亡くなり、母の知人に引き取られ、各方面の天才が集う名門「才華学園」に転校することに。そして、知人の娘であり、才華学園の「三帝」と呼ばれる帝乃三姉妹の一輝・二琥・三和と同居することになる。

## 登場人物
声の項は特記のない限り、テレビアニメ版の声優。
綾世 優（あやせ ゆう）
声 - 日向未南
主人公。17歳。身長160cm。血液型O型。才華学園普通科2年生。一人称は「オレ」。髪は赤色で、アホ毛がある。特技は家事（主に掃除と料理）。亡き母は、大女優として知られていた綾世昴。父親は不明で、母子家庭であったが、唯一の家族であった母も亡くなる。母譲りの綺麗な顔立ちだが、母と違い学業・スポーツ・演技力などの才能は無く、「凡人」「ポンコツ」と評されている。しかし、周囲の期待や落胆など気にも留めない、精神的にタフな性格であり、時に一切の反論を許さない凄味を発し、自らの意見を押し通す一面も持つ。その一方、恋愛面でも朴念仁で、三姉妹に対し「家族としての愛情」を持っているが、三姉妹が優に秘める「異性としての愛情」には気付いていない。
帝乃 一輝（みかどの かずき）
声 - 天海由梨奈
ヒロインの1人。帝乃家の長女。身長172cm。血液型B型。才華学園芸能科3年生。女性のみで構成された歌劇団の男役スター。ボーイッシュな外見で、青みがかったベリーショートと長身が特徴。一人称は「僕」。演技の天才であり、恵まれたビジュアルを活かした高度な演技力と歌唱力で、難役も軽くこなし、再演不可能と言われた役柄を復活させており、海外からも高い評価を受けている。学園内外問わず、女性からの人気も高い。性格は、人一倍プライドが高い一方で努力家でもあり、熱が出た際でも無理矢理身体を起こし、舞台の練習をしようしていた。また、食べ物の好き嫌いが激しい一面があり、ピーマン・しいたけ・ナス・ゴーヤ・キクラゲが苦手である。
当初、同居することになった優を快く思わず見下していたが、優への好意を認識してからは、優が行う家事を手伝うようになり、次第に交流を深めていく。そんな最中、優と2人で皿洗いをしていた際、足が転んだ拍子に優とキスする。それ以降、彼を意識するようになる。
帝乃 二琥（みかどの にこ）
声 - 古賀葵
ヒロインの1人。帝乃家の次女。身長150cm。血液型A型。才華学園体育科2年生。空手家。お団子ロングヘアーが特徴。一人称は「あたし」。空手組手の達人で、身長約150センチメートルと小柄ながらも、身体能力が非常に高く、幾多にも及ぶ武道系競技の大会で優勝している。中学時代に、山で山菜取りの体験学習の最中に遭遇した熊を一撃で倒しており、現在でも噂になっている。男勝りで言葉遣いが多少荒いが、性格は自他共に厳しく真面目であり、努力は惜しまずに自宅の道場で自主練を行う。また、アスリートらしく食事の栄養バランスにも気を使っている。実は、年齢相応に可愛い衣服や小物などに興味を持っているが、彼女自身は「自分のキャラに似合わない」と思い、自ら避けるようにしている。
居候になった優や姉妹との関係の変化が生じてからは、女性らしさにも気を遣うようになっている。
帝乃 三和（みかどの みわ）
声 - 青山吉能
ヒロインの1人。帝乃家の三女。身長163cm。血液型AB型。才華学園進学科1年生。女流棋士。ボサボサな緑色のショートカットと八重歯、巨乳が特徴。一人称は「うち」で、語尾に「〜っス」をつける。甘党。IQ180超えとも言われる優れた頭脳の持ち主で、女流棋士として活躍し、その才能は、棋界から将来を期待されるほどである。将棋のみならず、囲碁やチェスの大会でも優勝を重ね、国際数学コンテストでは最年少女性代表者としてチームを勝利に導いている。また、勉学全般にも秀でいる反面、運動が苦手で性格は少々意地悪である。学校生活は周囲とあまり馴染めず、基本的に1人でいることが多い。実は猫好きな一面を持つ。
綾世 昴（あやせ すばる）
声 - 茅野愛衣
綾世優の母。物語開始の時点で故人。文武芸の天才で、海外の超名門大学を首席で卒業し、危険なアクションも自らこなす、国内外で名が知られた大女優。優にとっても「母は『偉大な女優』」と認識していたが、それ故に周囲から事ある毎に天才である母と比較されては、失望・愚弄される原因ともなっている。彼女自身も息子である優に対して愛情は持っているものの、仕事の多忙さと言葉足らずな言動が重なって、すれ違いを生んでしまった。自身が病に倒れて入院したのを切っ掛けに優と和解するも、程なくして他界。亡くなる前に「優は幸せな家族を作って」という遺言を残した。
帝乃姉妹の父
声 - 松風雅也
本名不明。帝乃三姉妹の実父。メガネをかけている。綾世昴の知人で、彼女に対して恩があるとして、彼女の息子である優を引き取った。極端な実力主義者で、「帝乃家の一員は全員が天才である」ということに妄執しており、娘達には「帝乃家に馴れ合いはいらない」「凡庸は悪」とし、優に対しても「あの天才女優、綾世昴の子なのに」との自身の考えを押し付けている。その一方で、娘達には親としての情愛は持っており、三姉妹が優と仲良くしているところを見た時、三姉妹と優の関係を警戒し問い質すなど、親バカとも言える一面も垣間見えた。
矢乙女 桜（やおとめ さくら）
女流棋士。高校1年生。才華学園とは別の高校に通っている。ツインテールが特徴。自称「帝乃三和のライバル」。誰よりも三和の実力を理解するファンでもある。
龍巳 ハヤト（たつみ ハヤト）
声 - 大塚剛央
巌山高校3年。空手の天才で、高校生空手界のトップに君臨し続ける巌山高校の空手部の主将にしてエース。二琥とは子供時代に通っていた同じ道場の先輩であり、小さい年下の女子でありながら、強い二琥を妬む男子達の袋叩きに遭いそうになった所を助け出した。そのことをきっかけに、二琥は彼に対して憧れを抱くようになった。その一方、彼自身も二琥が初めて道場に来た時から一目惚れしたのがきっかけで、彼女に片想いしている。
白石 星奈（しらいし せな）
若手女優。語学に長け、海外の作品にも多数出演しており、海外からの評価も高い。身体能力も高く、文武芸に秀でていることから「綾世昴の後継者」との呼び声も高い。
黒川 銀河（くろかわ ぎんが）
若手俳優。「千の顔を持つと超憑依型俳優」と評されており、どんな役も完璧にこなす。歌手としても天才であり、売上ランキングはデビュー以来連続1位であり「天に二物を与えられた天才」とも言われている。
鮫島 美玲（さめじま みれい）
女性監督で世界的に有名な映画監督。学生時代に撮影した低予算映画で国内外の賞を席巻、その後も大作映画で世界的ヒットを連発させ、若くして、最も自作を待望されている天才。役者の才能を引き出す腕も随一である一方、才能を引き出すためには手段を選ばないことから「理不尽な魔女」のあだ名がつけられている。

## 書誌情報
- ひらかわあや『帝乃三姉妹は案外、チョロい。』小学館〈少年サンデーコミックス〉、既刊15巻（2025年7月4日現在）
  1. 2022年3月17日発売[9]、ISBN 978-4-09-851038-2
  2. 2022年7月15日発売[10]、ISBN 978-4-09-851152-5
  3. 2022年10月18日発売[11]、ISBN 978-4-09-851347-5
  4. 2022年12月16日発売[12]、ISBN 978-4-09-851490-8
  5. 2023年3月16日発売[13]、ISBN 978-4-09-851774-9
  6. 2023年7月18日発売[14]、ISBN 978-4-09-852126-5
  7. 2023年10月18日発売[15]、ISBN 978-4-09-852856-1
  8. 2024年1月18日発売[16]、ISBN 978-4-09-853076-2
  9. 2024年4月17日発売[17]、ISBN 978-4-09-853222-3
  10. 2024年7月18日発売[18]、ISBN 978-4-09-853436-4
  11. 2024年10月18日発売[19]、ISBN 978-4-09-853638-2
  12. 2024年12月18日発売[20]、ISBN 978-4-09-853810-2
  13. 2025年3月18日発売[21]、ISBN 978-4-09-854022-8
  14. 2025年6月18日発売[22]、ISBN 978-4-09-854153-9
  15. 2025年7月4日発売[2]、ISBN 978-4-09-854173-7

## テレビアニメ
2025年7月よりTOKYO MXほかにて放送中。

### スタッフ
- 原作 - ひらかわあや[3]
- 監督 - 松林唯人[3]
- シリーズ構成 - 伊神貴世[23]
- キャラクターデザイン - 井上裕亮[3]
- サブキャラクターデザイン - 清澤唯人
- 衣装デザイン - 藤嶋未央
- 2Dデザイン - 吉垣誠[23]
- メインアニメーター - 宮崎司[23]
- プロップデザイン - 牧野博美[23]
- 色彩設計 - 土井和[23]
- 美術監督 - 東潤一[23]
- 撮影監督 - 朝日康平[23]
- 3D監督 - 森重柚香[23]
- 音響監督 - 明田川仁[23]
- 音響効果 - 上野励
- 音響制作 - マジックカプセル[23]
- 編集 - 高橋歩[23]
- 音楽 - 横山克[23]
- 音楽制作 - アニプレックス
- 音楽プロデューサー - 山内真治
- チーフプロデューサー - 三宅将典、前田俊博
- プロデューサー - 石川達也、松岡晃平、井東真一、神田亮太、佐々木礼子、塩谷尚史、長嶺利江子、大和田智之、三浦史
- アニメーションプロデューサー - 辻充仁
- アニメーション制作 - P.A.WORKS[3]
- 製作 - 帝乃三姉妹は案外、チョロい。製作委員会

### 主題歌
「君にふさわしい奇跡」
日曜日のメゾンデによるオープニングテーマ。作詞・作曲・編曲はくじら、歌唱は礼衣。
「曖昧グラフィティ」
帝乃一輝（天海由梨奈）によるエンディングテーマ。作詞は叶人、作曲・編曲は藤井健太郎。
「One Road」
帝乃二琥（古賀葵）によるエンディングテーマ。作詞は叶人、作曲・編曲はMeis Clauson。
「Sunrise Prism」
帝乃三和（青山吉能）によるエンディングテーマ。作詞は叶人、作曲は藤井亮太、編曲は谷ナオキ。

### 各話リスト
| 話数    | サブタイトル       | 脚本     | 画コンテ            | 演出         | 作画監督 | 総作画監督 | 初放送日       |
| ------- | ------------------ | -------- | ------------------- | ------------ | --- | ---------- | -------------- |
| home.01 | 天才と、凡人。     | 伊神貴世 | 松林唯人            | 太田知章     | 田中未来 佐々木洋也 櫻井拓郎 百代 葉昌                                                                                        | 井上裕亮   | 2025年 7月10日 |
| home.02 | 彼女の、秘密。     | 伊神貴世 | 松林唯人            | 上野謙矢     | 池田孝輝 大浦梓 髙橋諒悟 吉田ひろみ 近藤明也圭 古保里祐子                                                                     | 清澤唯人   | 7月17日        |
| home.03 | 家族に、なりたい。 | 伊神貴世 | 鈴木龍太郎          | 鈴木龍太郎   | 田中未来 舘崎大 𠮷田肇 佐々木洋也 Seo Chae Young Song Hyun Ju Choi Eunyoung Park Younghee Kim Jungrim Park Sun Ok Lee Sung Hi | 井上裕亮   | 7月24日        |
| home.04 | 三人の、思い出を。 | 伊神貴世 | 鈴木龍太郎          | マナカマコト | 百代 櫻井拓郎 加藤明日美 百代 王家梁 Seo Soo Min 劉文慧 李子俊 渠逸辰 何善智 黄飛                                             | 井上裕亮   | 7月31日        |
| home.05 | 父の、教え。       | 伊神貴世 | 松林唯人            | 金元会       | Yu Min Zi Kim Jong Bum Hwang In Bum Um Ju Hyeong Park Ju Hyeon Lee Mi Gyeong Shin Su Ryeon                                    | 井上裕亮   | 8月7日         |
| home.06 | これは、デート。   | 伊神貴世 | 浅井義之            | 筑紫大介     | 田中未来 佐々木洋也 櫻井拓郎 Song Hyun ju Choi Eunyoung Park Younghee Choi Hyejeong Park Sun Ok Seo Chae Young                | 井上裕亮   | 8月14日        |
| home.07 | 本当の、理由は。   | 伊神貴世 | 鎌倉由実 ソガメグミ | 藤井康雄     | 足立裕貴 森ゆあな 小澤宏貴 今井史枝 劉文慧 陳小倩 李子俊 黄飛 渠逸辰 何善智 狄艮 Fincrossed Studio Koeda Animation            | 井上裕亮   | 8月21日        |

### 放送局
| 放送期間        | 放送時間                     | 放送局       | 対象地域       | 備考                                 |
| --------------- | ---------------------------- | ------------ | -------------- | ------------------------------------ |
| 2025年7月10日 - | 木曜 0:30 - 1:00（水曜深夜） | TOKYO MX     | 東京都         | 製作参加                             |
|                 |                              | とちぎテレビ | 栃木県         |                                      |
|                 |                              | 群馬テレビ   | 群馬県         |                                      |
|                 |                              | BS11         | 日本全域       | 製作参加 / BS放送 / 『ANIME+』枠     |
| 2025年7月11日 - | 金曜 21:30 - 22:00           | AT-X         | 日本全域       | CS放送 / 字幕放送 / リピート放送あり |
| 2025年7月13日 - | 日曜 2:08 - 2:38（土曜深夜） | 毎日放送     | 近畿広域圏     | 製作参加 / 『アニメシャワー』第1部   |
|                 | 日曜 2:15 - 2:45（土曜深夜） | 山陰放送     | 鳥取県・島根県 | 『森谷佳奈のアニ物語』枠             |

| 配信開始日    | 配信時間                   | 配信サイト |
| ------------- | -------------------------- | --- |
| 2025年7月10日 | 木曜 1:00（水曜深夜） 更新 | Amazon Prime Video dアニメストア （本店・ニコニコ支店・for Prime Video） Netflix DMM TV バンダイチャンネル Hulu U-NEXT アニメ放題 FOD TELASA （見放題プラン） J:COM STREAM （見放題） milplus 見放題パックプライム ABEMA Lemino AnimeFesta Disney+ アニメタイムズ |

### BD / DVD
| 巻 | 発売日             | 収録話          | 規格品番      | 規格品番      |
| 巻 | 発売日             | 収録話          | BD            | DVD           |
| -- | ------------------ | --------------- | ------------- | ------------- |
| 1  | 2025年10月1日予定  | 第1話 - 第2話   | ANZX-18031/2  | ANZB-18031/2  |
| 2  | 2025年10月29日予定 | 第3話 - 第4話   | ANZX-18033/4  | ANZB-18033/4  |
| 3  | 2025年11月26日予定 | 第5話 - 第6話   | ANZX-18035/6  | ANZB-18035/6  |
| 4  | 2025年12月24日予定 | 第7話 - 第8話   | ANZX-18037/8  | ANZB-18037/8  |
| 5  | 2026年1月28日予定  | 第9話 - 第10話  | ANZX-18039/40 | ANZB-18039/40 |
| 6  | 2026年2月25日予定  | 第11話 - 第12話 | ANZX-18041/2  | ANZB-18041/2  |

### CD
| 発売日            | タイトル                       | 規格品番   |
| ----------------- | ------------------------------ | ---------- |
| 2025年10月1日予定 | 帝乃三姉妹と優の、キャラソン。 | SVWC-70736 |

### ラジオ
帝乃一輝役の天海由梨奈、帝乃二琥役の古賀葵、帝乃三和役の青山吉能がパーソナリティを務めるラジオ『帝乃三姉妹は案外、おしゃべり。』が、TOKYO FMにて2025年7月6日（5日深夜）から放送中。地上波放送終了後、アニプレックス公式Youtubeチャンネルでアーカイブ配信される。
| TOKYO FM 日曜（土曜深夜）2:30 - 3:00枠                  | TOKYO FM 日曜（土曜深夜）2:30 - 3:00枠           | TOKYO FM 日曜（土曜深夜）2:30 - 3:00枠 |
| 前番組                                                  | 番組名                                           | 次番組                                 |
| ------------------------------------------------------- | ------------------------------------------------ | -------------------------------------- |
| 陰陽座 黒猫のねこまんまRADIO （2025年1月5日 - 6月29日） | 帝乃三姉妹は案外、おしゃべり （2025年7月6日 - ） | -                                      |